# Cut Chemist
Cut Chemist é o nome artístico do DJ norte-americano Lucas MacFadden.  Ele é um antigo membro da banda de funk Ozomatli, e DJ do grupo de hip-hop Jurassic 5.

## Carreira
McFadden se tornou conhecido em Los Angeles com o grupo de rap Unity Committee, e apareceu pela primeira vez no lado B do primeiro single do grupo em 1993 "Unified Rebelution". A faixa, "Lesson 4: The Radio" era uma homenagem ao duo de produtores Double Dee e Steinski e suas famosas "Lessons 1-3".
Jurassic 5, o próximo grupo de Cut Chemist se formou de membros originais do Unity Committee e membros de outro grupo de hip-hop Rebels Of Rhythm. McFadden contribuiu avidamente ao grupo como produtor e co-produtor de várias faixas de seus subsequentes álbuns. Em 1997, Cut Chemist gravou o álbum Live at Future Primitive Sound Session com o DJ Shortkut do grupo Invisibl Skratch Piklz.
O primeiro álbum  solo, The Audience's Listening, foi lançado em 11 de Julho de 2006. O disco incluía bossa nova e vocais de Astrud Gilberto.
Cut Chemist também tem um parceria importante com DJ Shadow com quem gravou duas famosas mixtapes: Brainfreeze e  Product Placement. Iniciou uma turnê mundial com Shadow para a divulgação do novo disco "The Hard Sell"  no início de 2008. Kid Koala normalmente abre o show para os artistas.

## Discografia

### Principais álbuns
- Brainfreeze (CD)
- Live at Future Primitive Sound Session Version 1.1 (CD)
- Product Placement (CD)
- The Litmus Test (CD)
- Rare Equations (2xCD)
- The Audience's Listening (CD)
- The Hard Sell (CD)